# 大清沟水库 (尚义)
大清沟水库是中国河北省张家口市尚义县境内的一座水库，位于大清河上，建于1958年。水库正常库容为668万立方米，集雨面积为248平方千米，海拔为109米。